# Stillingia querceticola
Stillingia querceticola är en törelväxtart som beskrevs av Mcvaugh. Stillingia querceticola ingår i släktet Stillingia och familjen törelväxter. Inga underarter finns listade i Catalogue of Life.